# Beatus-Rhenanus-Brücke
Die Beatus-Rhenanus-Brücke bzw. Trambrücke Kehl ist eine Brücke für Straßenbahnen, Fußgänger und Radfahrer, die zwischen Kehl und Straßburg den Rhein überspannt. Auf ihr fährt seit April 2017 eine Linie der Straßburger Straßenbahn bis nach Kehl.
Der Architekt ist Marc Barani.

## Entstehung

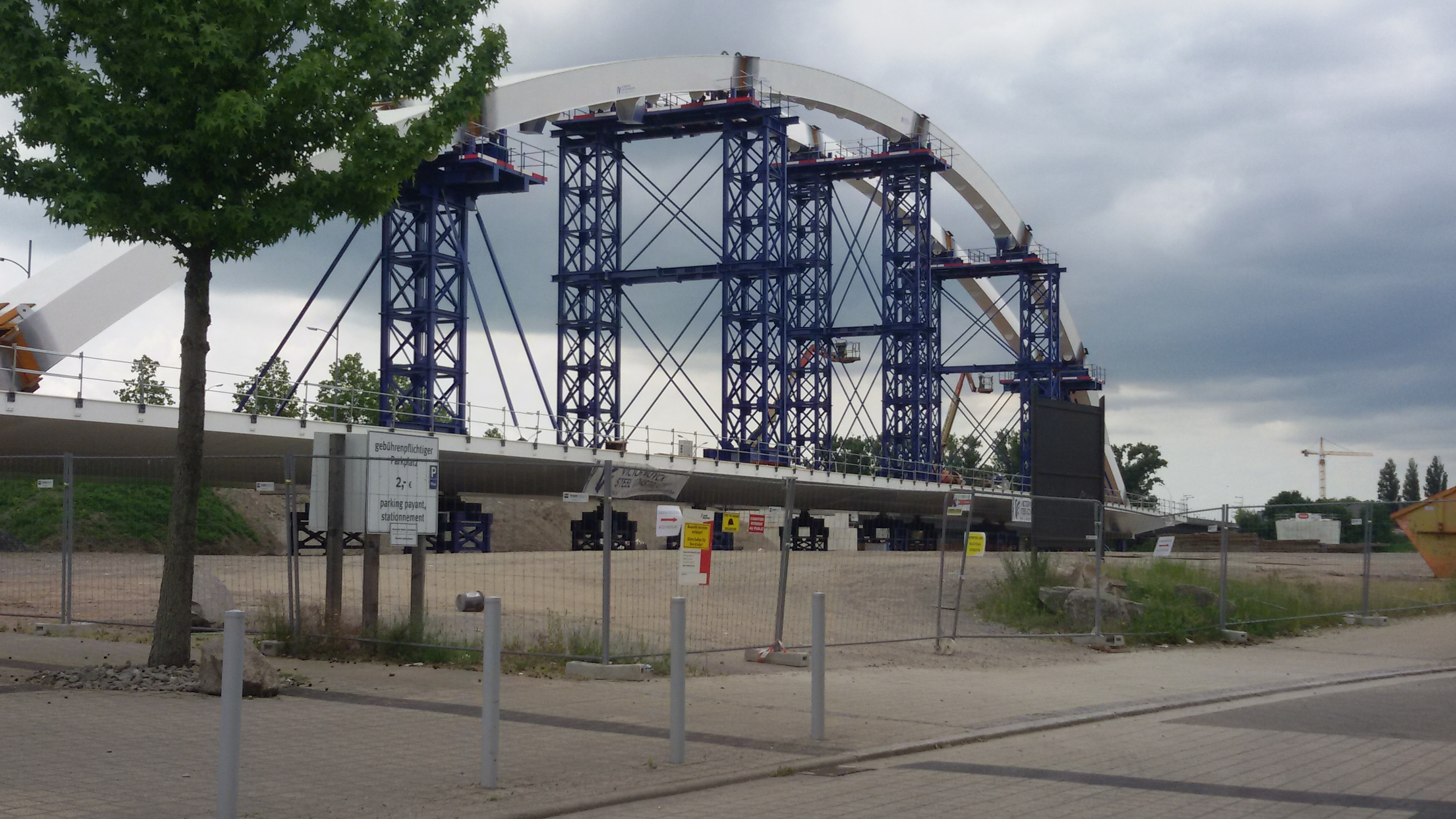
Ein Brückenteil

Am 20. Dezember 2012 entschied sich eine deutsch-französische Jury für den Entwurf des französischen Bouygues-Konzerns in Kooperation mit dem deutschen Unternehmen Früh Ingenieurbau. Ein Umbau der benachbarten Straßenbrücke wurde als zu teuer verworfen, außerdem hätte die Straßenbahn dort nur eingleisig fahren können.
Die Bauarbeiten begannen im April 2014. Zwei 145 Meter lange Brückenteile wurden in Belgien vorgefertigt. Sie wurden einzeln über den Rhein angeliefert und auf dem Kehler Zollhofgelände am Flussufer montiert. Am 18. Dezember 2015 konnte das zweite Brückenteil auf die Auflagen des Pfeilers im Rhein und auf das Widerlager am deutschen Ufer gesetzt werden. Dazu musste der Wasserstand über ein Stauwehr etwas angehoben werden. Das Bauprojekt war damit unter Anwesenheit der Bürgermeister von Kehl und Straßburg vollzogen.
Im April 2016 wurden die ersten Gleise verlegt. Im September 2016 konnten bei einem Fest Fußgänger, Radfahrer und Draisinen die neue Brücke nutzen. Die erste Tram überquerte bei einer Probefahrt am 3. Februar 2017 die Brücke.
Nach einem Vorschlag der Stadtverwaltungen von Straßburg und Kehl und der am 5. April erfolgten Zustimmung des Kehler Gemeinderats wurde die Brücke nach dem deutschen Humanisten Beatus Rhenanus benannt. Die Eröffnung der Tramlinie fand am 29. April 2017 statt.

## Konstruktion
Es handelt sich um eine so genannte „Doppel-Bowstring-Konstruktion“ mit zwei je 20 Meter hohen Bögen, die aus kleinen kastenförmigen Stahlelementen besteht. Die Brücke ruht, wie die beiden benachbarten Brücken, auf einem Mittelpfeiler im Rhein.

## Tramverbindung nach Kehl

### 1898–1920
Seit 1878 verkehrte eine Pferdebahn zwischen Straßburg und der Kehler Rheinbrücke. Im Jahr 1897 wurde die erste moderne Straßenbrücke zwischen Straßburg und Kehl eröffnet. Bereits ein Jahr später, am 1. Januar 1898, fuhr der erste dampfbespannte Straßenbahnzug über diese Brücke, am 14. März desselben Jahres wurde die Strecke elektrifiziert. Die Linie 1 der Straßburger Straßenbahngesellschaft verkehrte in der Folgezeit bis zur Stadtmitte Kehls. Die Tramverbindung über den Rhein wurde rege benutzt. So bestand im Jahre 1914 zwischen den Innenstädten Straßburgs und Kehls ein Zehnminutentakt, die Straßenbahnzüge fuhren von 6 Uhr morgens bis Mitternacht. Auf der rechtsrheinischen Seite gab es die Haltestellen „Kehl-Bahnhof“, „Friedensstraße“, „Kasernenstraße“, „Marktplatz“ und „Kehl Dorf“, die Endstation lag beim ehemaligen Gasthaus „Wilder Mann“ auf der Höhe der heutigen Post.
Nach dem Ende des Ersten Weltkriegs wurde Kehl wieder zum Grenzort nach Frankreich. Die Tramverbindung über den Rhein wurde nur noch für kurze Zeit aufrechterhalten.

### 1942–1944
Von 15. August 1920 bis 13. Februar 1941 fuhr die Straßenbahn nur noch bis zur französischen Seite der Rheinbrücke. Kurzzeitig gab es zwischen Mai 1942 und November 1944, als die Rheinbrücke bei der alliierten Befreiung Straßburgs von deutschen Soldaten zerstört wurde, nochmals eine Straßenbahnverbindung bis nach Kehl.
Nach dem Ende des Zweiten Weltkriegs gab es lediglich eine Busverbindung zwischen Straßburg und Kehl: die Buslinie F von 1946 bis zum Abzug der französischen Besatzungskräfte aus Kehl 1953 sowie die grenzüberschreitende Buslinie 21 von 1958 bis 2017.

### Ab 2017

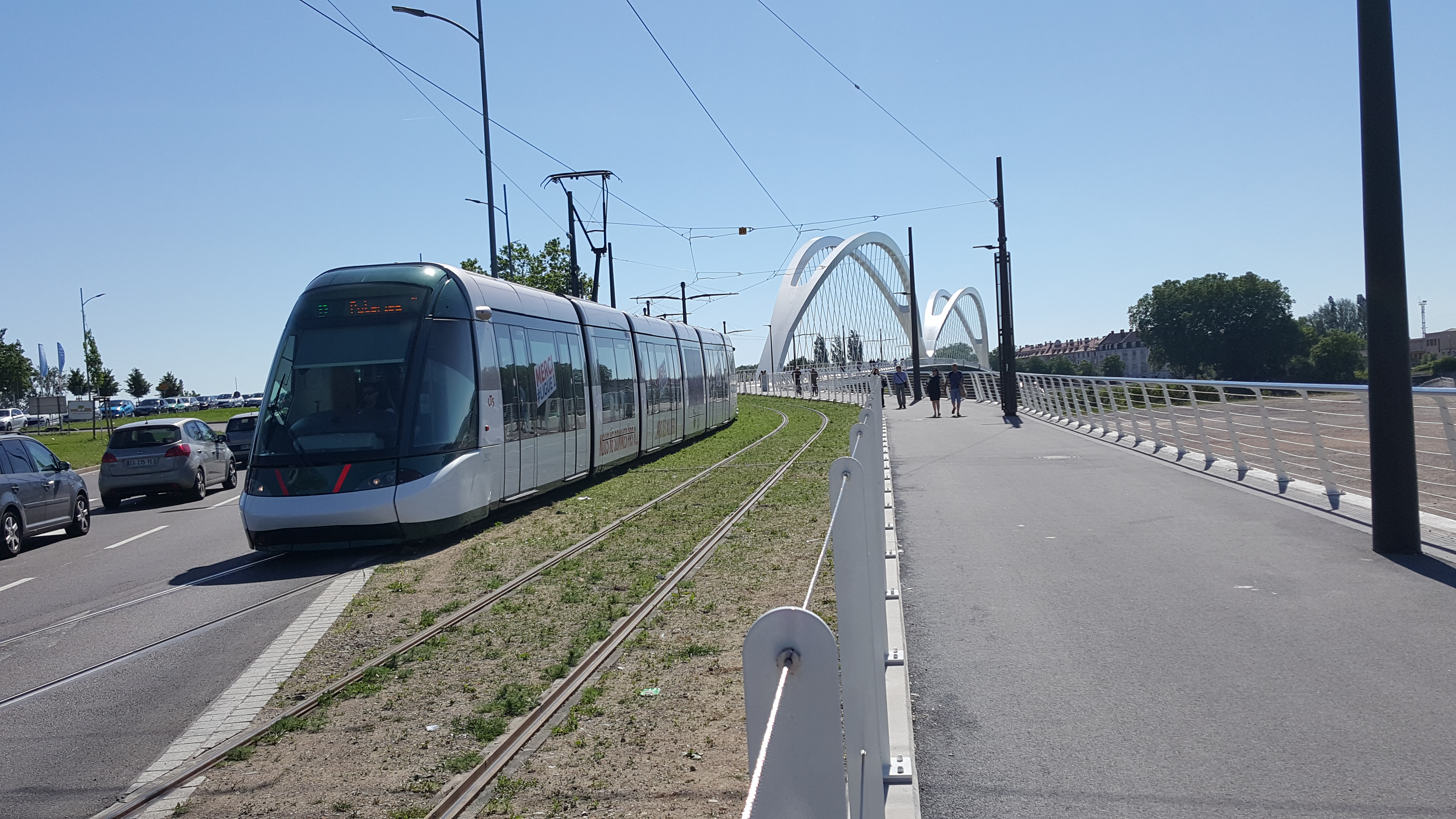
Die Tramlinie D überquert aus Straßburg kommend die Bundesstraße 28

Am 29. April 2017 wurde die von der CTS betriebene Tramlinie D, die bis dahin an der Haltestelle Aristide Briand im Straßburger Stadtteil Neudorf endete, nach Osten verlängert. Diese Strecke führt über das Stadtviertel Port du Rhin und weiter über die Trambrücke bis zum Bahnhof Kehl. Wochentags verkehrt die Tram tagsüber zwischen Straßburg und Kehl im 12- bis 15-Minuten-Takt. Seit 23. November 2018 endet sie am Kehler Rathaus mit einem Zwischenhalt an der Hochschule.